# Damien Touzé
Damien Fabien Touzé é um ciclista profissional francês nascido a 7 de julho de 1996 em Iville. Actualmente corre para a equipa Cofidis, Solutions Crédits.

## Palmarés
2018
- 1 etapa da Ronde de l'Oise
- Kreiz Breizh Elites, mais 1 etapa
- 1 etapa do Tour de l'Avenir[1]

2019
- 3º no Campeonato da França em Estrada

## Resultados nas Grandes Voltas
| Carreira        | 2017 | 2018 | 2019 |
| --------------- | ---- | ---- | ---- |
| Giro d'Italia   | -    | -    | -    |
| Tour de France  | -    | -    | -    |
| Volta a Espanha | -    | -    | 108º |

-: não participa 

Ab.: abandono 